# Valcemar Silva
Valcemar Justino da Silva (27 februari 1968) is een Braziliaans voormalig wielrenner. In 2008 werd hij Braziliaans kampioen op de weg bij de elite.

## Belangrijkste overwinningen
1996
- Eindklassement Ronde van Porto Alegre

2000
- Eindklassement Ronde van Porto Alegre

2002
- Eindklassement Ronde van Porto Alegre
- 5e etappe Ronde van Santa Catarina

2003
- 2e etappe Ronde van Santa Catarina

2004
- Proloog Ronde van Paraná
- 4e etappe Ronde van Santa Catarina

2005
- 1e etappe Ronde van Porto Alegre

2008
- Braziliaans kampioenschap op de weg, Elite

## Grote rondes
Geen
Diniz · Gohr · Junior · Manarelli · May · Médici · M.Morandi · F.Morandi · Nazaret · Nicácio · Rogelin · N.Santos · C.Santos · R.Silva · V.Silva · Tavares